# Los Remedios (Guanajuato)
Los Remedios es una localidad del estado mexicano de Guanajuato. Es parte del municipio de Victoria.

## Demografía
| Gráfica de evolución demográfica |
|                                  |

| Censo | Población |
| ----- | --------- |
| 1930  | 261       |
| 1940  | 282       |
| 1950  | 295       |
| 1960  | 320       |
| 1970  | 365       |
| 1980  | 489       |
| 1990  | 666       |
| 2000  | 727       |
| 2010  | 1 015     |
| 2020  | 1 002     |